# 湘南・相模統括センター
湘南・相模統括センター（しょうなんさがみとうかつセンター）は、東日本旅客鉄道（JR東日本）横浜支社の駅・運転士・車掌を所管する組織である。
2022年3月12日に茅ヶ崎、藤沢、平塚、海老名、橋本の各駅、茅ヶ崎運輸区を統合して発足。2024年10月1日に小田原・伊豆統括センターの一部（国府津駅）、国府津運輸区を更に統合し、橋本駅（橋本CTC除く）を町田統括センターに移管する。

## 所管

### 駅
- 茅ケ崎駅 - 所長所在駅
- 藤沢駅
- 辻堂駅★
- 平塚駅
- 大磯駅★
- 二宮駅★
- 国府津駅
- 北茅ケ崎駅★
- 香川駅★
- 寒川駅★
- 宮山駅☆
- 倉見駅☆
- 門沢橋駅☆
- 社家駅☆
- 海老名駅
- 入谷駅 (神奈川県)☆
- 下溝駅☆
- 原当麻駅☆
- 番田駅☆
- 上溝駅★
- 南橋本駅★

★: JR東日本ステーションサービスに業務委託　☆: 無人駅

### 乗務ユニット

#### 国府津乗務ユニット
- 国府津駅構内に設置（旧国府津運輸区）
- 担当線区（運転士）
  - 東海道本線 : 東京駅 - 来宮駅間
  - 湘南新宿ライン : 新宿駅 - 小田原駅間
  - 伊東線 : 熱海駅 - 伊東駅間
- 担当線区（車掌）
  - 東海道本線 : 東京駅 - 熱海駅間
  - 湘南新宿ライン : 新宿駅 - 小田原駅間
  - 伊東線 : 熱海駅 - 伊東駅間

#### 茅ヶ崎乗務ユニット
- 茅ヶ崎駅近傍に設置（旧茅ヶ崎運輸区）
- 担当線区（運転士）
  - 相模線 : 全線
  - 東海道本線 : 茅ヶ崎駅 - 国府津駅間（回送列車のみ）

## 歴史
- 2022年3月12日 - 湘南・相模統括センター（茅ヶ崎、藤沢、平塚、海老名、橋本の各駅、茅ヶ崎運輸区の統合）が発足。
- 2024年10月1日 - 湘南・相模統括センターに、小田原・伊豆統括センターの一部（国府津駅）、国府津運輸区を更に統合する。橋本駅を町田統括センターに移管する。国府津運輸区を廃止する。

| スタブアイコン | サブスタブ | この項目は、まだ閲覧者の調べものの参照としては役立たない、鉄道に関連した書きかけの項目です。この項目を加筆・訂正などしてくださる協力者を求めています（P:鉄道/PJ:鉄道）。 |